# Кубок Европы по футболу ConIFA 2019

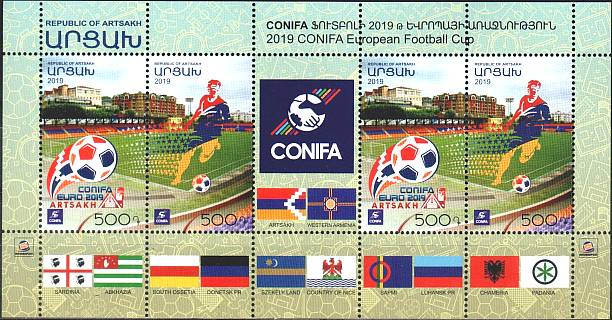
Почтовый блок Арцаха (2019)

ConIFA European Football Cup 2019 — второй Кубок Европы ConIFA, проходящий под эгидой организации ConIFA, международный футбольный турнир для непризнанных государств и народов, меньшинств и регионов, аффилированных с ФИФА. Турнир проводился с 1 по 9 июня 2019 года в непризнанной Нагорно-Карабахской Республике. Чемпионом стала сборная Южной Осетии.

## Турнир
19 августа 2018 года ConIFA объявила, что непризнанная Нагорно-Карабахская Республика (НКР) будет принимать кубок Европы 2019 года.

## Города и стадионы
Нагорно-Карабахская Республика (Республика Арцах)
| Степанакерт                                               | Мардакерт                                       | Мартуни                            | Аскеран                                           |
| --------------------------------------------------------- | ----------------------------------------------- | ---------------------------------- | ------------------------------------------------- |
| Степанакертский центральный стадион (искусственный газон) | Стадион им. Вигена Шириняна (натуральный газон) | Авакян Арена (искусственный газон) | Аскеранский городской стадион (натуральный газон) |
|                                                           |                                                 |                                    |                                                   |
| 39°49′16″ с. ш. 46°45′12″ в. д.                           | 40°13′00″ с. ш. 46°49′16″ в. д.                 | 39°47′42″ с. ш. 47°07′07″ в. д.    | 39°56′17″ с. ш. 46°50′20″ в. д.                   |
| Вместительность: 12 000                                   | Вместительность: 1 200                          | Вместительность: 1 080             | Вместительность: 500                              |

## Участники
Всего планировали принять участие в турнире 12 команд. Сборная Падании получила право участия как победитель предыдущего соревнования, Кубка Европы по футболу ConIFA 2017, а Сборная Арцаха получила место в качестве хозяев турнира.
Сборная Сардинии вступила в ConIFA в 2018 году, и планировала принять участие в кубке, однако в мае 2019 года она снялась с турнира. Резервной командой, на случай, если одна из сборных не сможет принять участие в турнире, была сборная Корнуолла, но после того, как сборные Графства Ницца, ДНР и ЛНР снялись с турнира, ConIFA решила оставить в турнире 8 команд, разделённых на 2 группы.
| Pot 1                                        | Pot 2                                                 | Pot 3                                     |
| -------------------------------------------- | ----------------------------------------------------- | ----------------------------------------- |
| - Арцах - Абхазия - Падания - Секейский край | - Графство Ницца - ДНР - Лапландия - Западная Армения | - Чамерия - ЛНР - Сардиния - Южная Осетия |

## Групповой этап

### Группа A
| М | Команда   | И | В | Н | П | Мячи  | ±  | О |
| - | --------- | - | - | - | - | ----- | -- | - |
| 1 | Абхазия   | 3 | 2 | 1 | 0 | 5 − 2 | +3 | 7 |
| 2 | Чамерия   | 3 | 2 | 0 | 1 | 9 − 4 | +5 | 6 |
| 3 | Арцах     | 3 | 1 | 1 | 1 | 5 − 7 | −2 | 4 |
| 4 | Лапландия | 3 | 0 | 0 | 3 | 2 − 8 | −6 | 0 |

| Абхазия                      | 3:1     | Чамерия    |
| ---------------------------- | ------- | ---------- |
| Маскаев 48′ · Логуа 49′, 74′ | (отчёт) | Пренди 30′ |

| Арцах                                 | 3:2     | Лапландия                     |
| ------------------------------------- | ------- | ----------------------------- |
| Мкртчян 3′ · Саргсян 43′ · Маляка 82′ | (отчёт) | Закриссон 24′ · Эдвардсен 83′ |

| Чамерия                                  | 4:1     | Арцах       |
| ---------------------------------------- | ------- | ----------- |
| Чема 58′, 90+3′ · Мзиу 85′ · Гьока 90+5′ | (отчёт) | Саргсян 83′ |

| Лапландия | 0:1     | Абхазия         |
| --------- | ------- | --------------- |
|           | (отчёт) | Дгебуадзе 45+2′ |

| Арцах       | 1:1     | Абхазия  |
| ----------- | ------- | -------- |
| Мкртчян 33′ | (отчёт) | Логуа 8′ |

| Чамерия                             | 4:0     | Лапландия |
| ----------------------------------- | ------- | --------- |
| Мзиу 5′ · Ходжа 22′, 45′ · Чема 78′ | (отчёт) |           |

### Группа B
| М | Команда          | И | В | Н | П | Мячи   | ±  | О |
| - | ---------------- | - | - | - | - | ------ | -- | - |
| 1 | Южная Осетия     | 3 | 2 | 1 | 0 | 6 − 4  | +2 | 7 |
| 2 | Западная Армения | 3 | 1 | 1 | 1 | 7 − 3  | +4 | 4 |
| 3 | Падания          | 3 | 1 | 1 | 1 | 6 − 3  | +3 | 4 |
| 4 | Секейский край   | 3 | 0 | 1 | 2 | 2 − 11 | −9 | 1 |

| Падания                                   | 4:0     | Секейский край |
| ----------------------------------------- | ------- | -------------- |
| Тиньонсини 7′ · Корна 53′, 78′ · Рота 61′ | (отчёт) |                |

| Западная Армения | 1:2     | Южная Осетия     |
| ---------------- | ------- | ---------------- |
| Асланян 79′      | (отчёт) | Гурциев 29′, 56′ |

| Секейский край                                                                  | 0:5     | Западная Армения |
| ------------------------------------------------------------------------------- | ------- | ---------------- |
| Бадоян 20′ · Д. Ховсепян 52′ (пен.) · Бакалян 70′ · Минасян 81′ · Асланян 90+1′ | (отчёт) | Гурциев 29′, 56′ |

| Южная Осетия             | 2:1     | Падания           |
| ------------------------ | ------- | ----------------- |
| Гурциев 55′ · Базаев 80′ | (отчёт) | Равази 89′ (пен.) |

| Южная Осетия     | 2:2     | Секейский край           |
| ---------------- | ------- | ------------------------ |
| Гурциев 72′, 84′ | (отчёт) | Векас 54′ · Б. Ковач 82′ |

| Падания     | 1:1     | Западная Армения |
| ----------- | ------- | ---------------- |
| Коломбо 69′ | (отчёт) | Едигарян 67′     |

## Плей-офф
|  | Полуфинал            | Полуфинал    |                      |       | Финал | Финал |
|  |                      |              |                      |       |       |       |
|  | 6 июня – Аскеран     |              |                      |       |       |       |
|  |                      |              |                      |       |       |       |
|  | Южная Осетия         | 0 (6)        |                      |       |       |       |
|  | Южная Осетия         | 0 (6)        | 9 июня – Степанакерт |       |       |       |
|  | Чамерия              | 0 (5)        |                      |       |       |       |
|  | Чамерия              | 0 (5)        | Западная Армения     | 0     |       |       |
|  | 6 июня – Степанакерт |              | Западная Армения     | 0     |       |       |
|  |                      | Южная Осетия | 1                    |       |       |       |
|  | Абхазия              | Южная Осетия | 1                    | 1 (0) |       |       |
|  | Абхазия              |              |                      | 1 (0) |       |       |
|  | Западная Армения     | 1 (3)        |                      |       |       |       |
|  | Западная Армения     | 1 (3)        | Матч за 3-е место    |       |       |       |
|  |                      |              |                      |       |       |       |
|  | 8 июня – Степанакерт |              |                      |       |       |       |
|  |                      |              |                      |       |       |       |
|  | Абхазия              | 0 (5)        |                      |       |       |       |
|  | Абхазия              | 0 (5)        |                      |       |       |       |
|  | Чамерия              | 0 (4)        |                      |       |       |       |

### 1/2 финала
| Южная Осетия | 0:0 (доп. вр.) | Чамерия |
| ------------ | -------------- | ------- |
|              | (отчёт)        |         |
| Пенальти     |                |         |
|              | 6:5            |         |

| Абхазия    | 1:1 (доп. вр.) | Западная Армения  |
| ---------- | -------------- | ----------------- |
| Хугаев 10′ | (отчёт)        | Маноян 32′ (пен.) |
| Пенальти   |                |                   |
|            | 0:3            |                   |

### Матч за 3-е место
| Абхазия  | 0:0 (доп. вр.) | Чамерия |
| -------- | -------------- | ------- |
|          |                |         |
| Пенальти |                |         |
|          | 5:4            |         |

### Финал
| Западная Армения | 0:1     | Южная Осетия |
| ---------------- | ------- | ------------ |
|                  | (отчёт) | Базаев 65′   |

## Плей-офф за 5-8 места

### Первый раунд
| Падания                                         | 4:0     | Лапландия |
| ----------------------------------------------- | ------- | --------- |
| Коломбо 4′ · Корно 45′, 73′ · Равази 46′ (пен.) | (отчёт) |           |

| Арцах                               | 2:1     | Секейский край |
| ----------------------------------- | ------- | -------------- |
| Саргсян 76′ (пен.) · Даниелян 90+4′ | (отчёт) | Векас 62′      |

### Второй раунд
| Лапландия                        | 3:2 | Секейский край                   |
| -------------------------------- | --- | -------------------------------- |
| Закриссон 17′ · Лайтила 19′, 75′ |     | Балинт 35′ · А. Ковач 55′ (пен.) |

| Падания | 0:2 | Арцах                      |
| ------- | --- | -------------------------- |
|         |     | Саргсян 58′ · Маляка 90+6′ |

## Итоговые позиции
| Поз | Команда          | И | В | Н | П | МЗ | МП | РМ  | О  |
| --- | ---------------- | - | - | - | - | -- | -- | --- | -- |
| 1   | Южная Осетия     | 5 | 3 | 2 | 0 | 7  | 4  | +3  | 11 |
| 2   | Западная Армения | 5 | 1 | 2 | 2 | 8  | 5  | +3  | 5  |
| 3   | Абхазия          | 5 | 2 | 3 | 0 | 6  | 3  | +3  | 9  |
| 4   | Чамерия          | 5 | 2 | 2 | 1 | 9  | 4  | +5  | 8  |
| 5   | Арцах            | 5 | 3 | 1 | 1 | 9  | 8  | +1  | 10 |
| 6   | Падания          | 5 | 2 | 1 | 2 | 10 | 5  | +5  | 7  |
| 7   | Лапландия        | 5 | 1 | 0 | 4 | 5  | 14 | −9  | 3  |
| 8   | Секейский край   | 5 | 0 | 1 | 4 | 5  | 16 | −11 | 1  |

## Бомбардиры
5 голов
| - Батраз Гурциев 4 гола - Федерико Корно - Арсен Саргсян 3 гола - Шабат Логуа - Марко Чема 1. 2. 3. 4. |